# Колия Павловского
Колия Павловского (лат. Kohlia pavlowskii) — редкий пустынный вид песочных ос (Crabronidae) из рода Kohlia. Включён в Красную книгу Узбекистана.

## Распространение
Средняя Азия: Казахстан, Таджикистан, Узбекистан. Населяет песчаные и глинистые участки. В Узбекистане отмечен в южных частях Кызылкума, окрестностях поселка Талимарджан, на возвышенности Алаудинтау в Каршинской степи.

## Описание
Среднего размера осы (около 1 см), брюшко в основном желтоватого цвета (основание первого тергита чёрное). Клипеус сильно выпуклый. Передние крылья с тремя замкнутыми кубитальными ячейками. Охотятся на цикадовых (Cicadinea), которых после парализации перетаскивают в норку, где откладывают яйцо. Имаго посещают растения из рода гребенщики (Tamarix). Лёт ос отмечен с июня по август. Вид был впервые описан в 1952 году советским гименоптерологом Всеволодом Владимировичем Гуссаковским (1904—1948; Зоологический музей МГУ, Москва) под первоначальным именем Stizobembex pavlovskii. Численность ос повсеместно низкая. Встречается единичными особями. Численность сокращается из-за хозяйственного освоения человеком целинных земель в местах обитания вида.